# 虚拟村庄
虚拟村庄是一个村庄模拟游戏，由独立游戏开发者Last Day of Work开发。它是一个在Windows和Mac OS X上的共享软件。